# Польське Радіо Луцьк
Польське Радіо Луцьк — станція Польського радіо, яка мала бути запущена восени 1939 року у Луцьку (столиці тодішнього Волинського воєводства). Роботи з будівництва інфраструктури — студійних будівель — тривали з липня 1938 року. У день початку Другої світової війни радіо було готове до запуску. Станція чекала лише привезення з Варшави передавача. Проте він не був готовий, а це означало, що польському радіо Луцьку ніколи так і не вдалося транслювати жодну програму.
Планована частота передачі — 424 кГц, потужність 50 кВт, а очікувана дальність — близько 120 км.